# 叡山駅 (江若鉄道)
叡山駅（えいざんえき）は、かつて滋賀県大津市下阪本にあった江若鉄道の駅（廃駅）。

## 歴史
叡山駅は1921年（大正10年）、江若鉄道の開業に合わせて開設された駅である。当時開通したのは三井寺から叡山までの6.0キロメートルのみで、当駅が路線の終点だった。路線開業の翌日からは比叡山延暦寺で開祖最澄の1100年大遠忌が開催されていて、叡山までの開業はこの大遠忌へ向かう参詣客輸送に間に合わせるためであった。路線は2年後の1923年（大正12年）に叡山から先、雄琴まで延伸する。
線内では日吉駅と並び比叡山参詣の玄関口を担う駅であった。江若鉄道は1969年（昭和44年）10月31日をもって営業を終了し、当駅も翌11月1日に廃止されている。

### 年表
- 1921年（大正10年）3月15日：江若鉄道の三井寺 - 当駅間の開通に伴い開業[8][9]。
- 1923年（大正12年）4月1日：当駅から雄琴までの区間が延伸開業[8][10]。
- 1969年（昭和44年）11月1日：駅廃止[8]。

## 駅構造
叡山駅は旅客と貨物の取り扱いを行う一般駅で、構内にはホームと側線が設けられていた。列車交換が可能な停車場であり、ホームは2本の線路の間に置かれ、両側に線路が接する島式ホームが1面のみ。ホームには木が生えていた。
広い構内を有する駅にはこのほかに貨物用のホームや材木の集積場、駅本屋があった。
| ← 浜大津 方面 | 叡山駅 配線略図 | → 近江今津 方面 |
| 凡例 出典:    |                 |                 |

## 利用状況
開業から数年間の年間乗降客数・貨物取扱量の状況は以下の通り。
| 年間の旅客および貨物の取扱量 | 年間の旅客および貨物の取扱量 | 年間の旅客および貨物の取扱量 | 年間の旅客および貨物の取扱量 | 年間の旅客および貨物の取扱量 | 年間の旅客および貨物の取扱量 |
| 年                           | 旅客                         | 旅客                         | 貨物                         | 貨物                         | 出典                         |
| 年                           | 乗車                         | 降車                         | 発送                         | 到着                         | 出典                         |
| ---------------------------- | ---------------------------- | ---------------------------- | ---------------------------- | ---------------------------- | ---------------------------- |
| 1921年                       | 135,746人                    | 113,179人                    | 26トン                       | 53トン                       | [ 17 ]                       |
| 1922年                       | 153,066人                    | 132,418人                    | 297トン                      | 1,421トン                    | [ 18 ]                       |
| 1923年                       | 132,537人                    | 118,054人                    | 633トン                      | 1,473トン                    | [ 19 ]                       |
| 1924年                       | 105,838人                    | 70,508人                     | 487トン                      | 241トン                      | [ 20 ]                       |
| 1931年                       | 62,599人                     | 61,475人                     | 598トン                      | 1,915トン                    | [ 21 ]                       |
| 1934年                       | 50,939人                     | 50,274人                     | 346トン                      | 1,554トン                    | [ 22 ]                       |
| 1935年                       | 54,186人                     | 53,039人                     | 423トン                      | 1,272トン                    | [ 23 ]                       |
| 1936年                       | 53,875人                     | 53,051人                     | 317トン                      | 1,029トン                    | [ 24 ]                       |

## 駅周辺
駅があった場所は下阪本4丁目交差点の南に当たる。江若鉄道の廃線後に開通した湖西線と国道161号西大津バイパスが通っていて、駅の痕跡は残されていない。
なお、湖西線にも当駅と同名の「叡山駅」が設けられた（1994年に比叡山坂本駅に改称）が、その位置は当駅ではなく隣の日吉駅に一致する。

## 隣の駅
江若鉄道
江若鉄道線
滋賀駅 - 叡山駅 - 日吉駅